# モービル (アラバマ州)

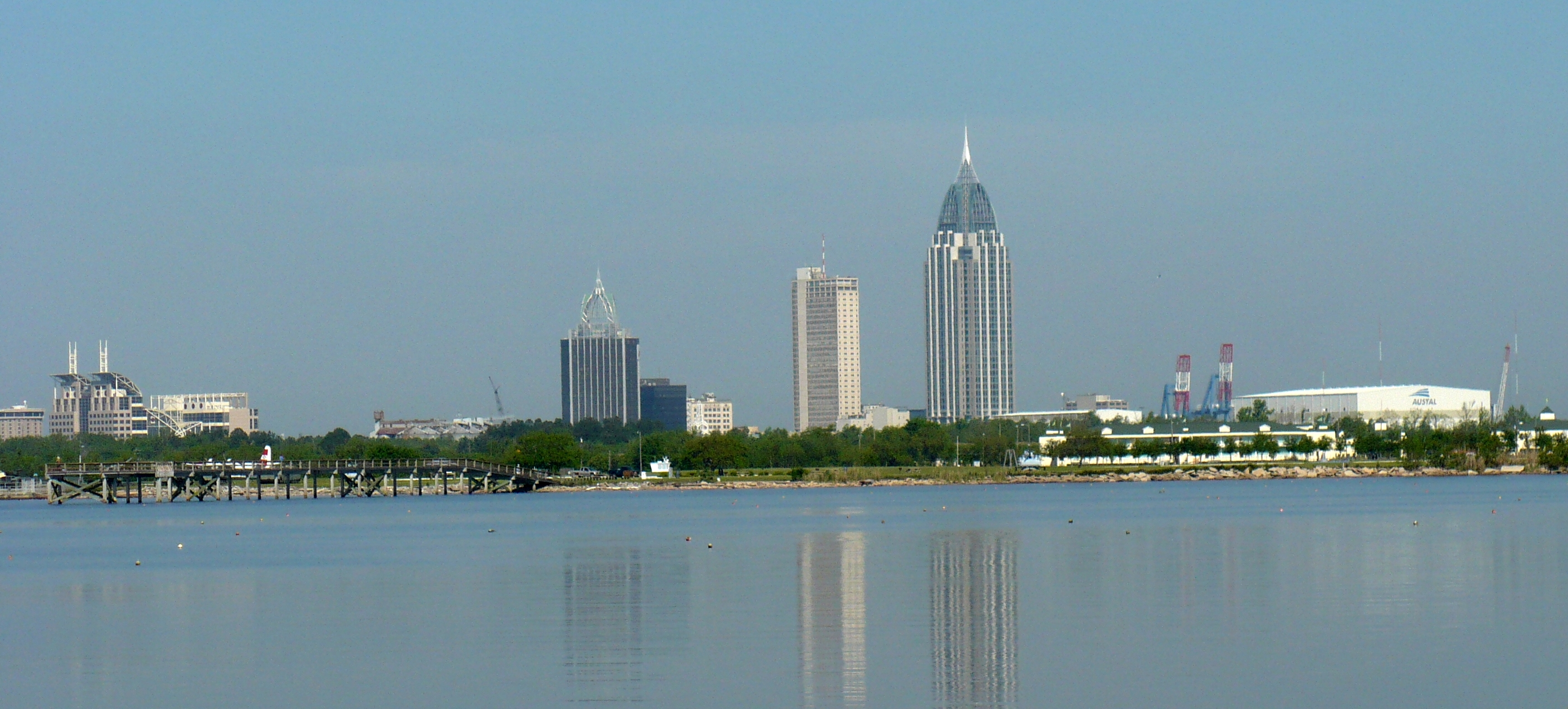
モービル市の中心部

モービル（英: Mobile、発音：moh-BEEL）は、アメリカ合衆国アラバマ州の港湾都市。モービル郡の郡庁所在地である。人口は18万7041人（2020年）。メキシコ湾岸に位置している。1993年に千葉県市原市と姉妹都市提携を行った。

## 概要
アラバマ州南部のメキシコ湾に面する都市で、州内では唯一海港を持つ都市である。油田によって発展した町で、石油化学工業が盛ん。また、製紙、繊維、アルミニウム工業などが発達している。
一方で、近郊のガルフコースト一帯は白砂の海岸が広がり、穴場のビーチリゾートにもなっている。沿岸は新鮮な海の幸が豊富で、シュリンプを始め、クラブ、オイスターなどの料理が名物。映画『フォレスト・ガンプ』の舞台となったことでも知られ、以後は観光都市として注目を浴びるようになった。

## 地理

モービル郡内の位置

モービルは北緯30度41分21.65秒 西経88度2分32.49秒 / 北緯30.6893472度 西経88.0423583度に位置する。日本の種子島とほぼ同じ緯度である。
アメリカ合衆国統計局によると、モービル市の総面積は412.9 km² (159.4 mi²) である。このうち305.4 km² (117.9 mi²) が陸地で、107.6 km² (41.5 mi²) が水域である。総面積の26.05%が水域となっている。

## 人口動勢
2000年国勢調査で、この都市は人口198,915人、78,480世帯、及び50,776家族が暮らしている。人口密度は651.4/km² (1,687.1/mi²) である。282.2/km² (731.0/mi²) の平均的な密度に86,187軒の住宅が建っている。この都市の人種的な構成は白人50.40%、アフリカン・アメリカン46.29%、先住民0.24%、アジア1.52%、太平洋諸島系0.03% 、その他の人種0.53%、及び混血1.00%である。人口の1.42%はヒスパニックまたはラテン系である。
この都市内の住民は26.5%が18歳未満の未成年、18歳以上24歳以下が10.8%、25歳以上44歳以下が28.0%、45歳以上64歳以下が21.0%、および65歳以上が13.7%にわたっている。中央値年齢は34歳である。女性100人ごとに対して男性は87.8人である。18歳以上の女性100人ごとに対して男性は82.9人である。
この都市の世帯ごとの平均的な収入は31,445米ドルであり、家族ごとの平均的な収入は39,752米ドルである。男性は31,629米ドルに対して女性は22,051米ドルの平均的な収入がある。この都市の一人当たりの収入 (per capita income) は18,072米ドルである。人口の21.2%及び家族の17.9%は貧困線以下である。全人口のうち18歳未満の31.4%及び65歳以上の14.7%は貧困線以下の生活を送っている。

## モービル出身の人物
- ハンク・アーロン : 野球選手
- サチェル・ペイジ : 野球選手
- ジェイク・ピービー : 野球選手
- オジー・スミス : 野球選手
- ロバート・ハワード : プロレスラー
- ウィリアム・ムーディ : プロレスリング・マネージャー
- ウィンストン・グルーム : 作家、映画『フォレスト・ガンプ』の原作者。
- グレゴリー・ベンフォード : SF作家
- トミー・エイジー : 野球選手
- ジミー・バフェット : 作詞・作曲家
- アービー・グリーン : トロンボーン奏者
- ウィリー・マッコビー : 野球選手
- リチャード・タイソン : 俳優
- フレッド・ウェズリー : トロンボーン奏者
- クーティ・ウィリアムス : トランペット奏者
- リンダ・ゾーバイ : オペラ歌手

## 姉妹都市
- 市原市（日本）
- カトヴィツェ（ポーランド）
- コシツェ（スロバキア）
- ヴォルムス（ドイツ）
- コンスタンツァ（ルーマニア）
- 平沢市（大韓民国）
- ベラクルス（メキシコ）
- ハバナ（キューバ）
- 天津直轄市（中華人民共和国）
- イレンベ地区自治体（南アフリカ共和国）
- ロストフ・ナ・ドヌ（ロシア）
- 高雄市（中華民国 直轄市）